# Time Crisis (jeu vidéo)
 (août 2015).
Si vous disposez d'ouvrages ou d'articles de référence ou si vous connaissez des sites web de qualité traitant du thème abordé ici, merci de compléter l'article en donnant les références utiles à sa vérifiabilité et en les liant à la section « Notes et références ».
Time Crisis (タイムクライシス) est un jeu vidéo de tir au pistolet (type rail shooter) développé et édité par Namco en 1996 sur borne d'arcade et adapté en 1997 sur PlayStation.

## Synopsis
Rachel Macpherson, la fille du Président de la fondation Sercia, a été enlevée par Sherudo Garo, aidé par l'organisation criminelle de Wild Dog. Sherudo veut restaurer la monarchie et exige des fichiers militaires en échange de la vie de Rachel. Richard Miller, agent du VSSE, part alors sauver la jeune fille.

## Système de jeu

### Généralités
À la manière d'un rail shooter classique, le joueur évolue en vue subjective et ne dirige pas ses déplacements. Le jeu se joue donc en écran fixe où des ennemis apparaissent. Le joueur peut uniquement tirer sur les ennemis et se mettre à couvert. Pour recharger, le joueur doit également se mettre à couvert. Lorsque tous les ennemis d'un écran ont été abattus, le personnage se déplace jusqu'à un autre écran. Pendant le jeu, une limite de temps est impartie et ne doit pas être écoulée sinon la partie est perdue. À chaque fois que le personnage se déplace ou tue certains ennemis (les soldats orange notamment), la limite de temps est repoussée de quelques secondes.
Le jeu se divise en trois étapes, chaque étape se constituant de trois zones classiques et d'une zone Boss (Zone Chef dans la version française). En plus du mode « histoire », le jeu contient un mode « spécial » qui est une histoire parallèle. À l'inverse du mode « histoire » qui n'autorise qu'un seul trajet, le mode « spécial » a la particularité de posséder plusieurs trajets possibles, choisis en fonction des actions du joueur.
À la fin du jeu, le score du joueur (précision, vitesse…) ainsi qu'un certain nombre d'étoiles (de 0 à 10) puis son classement sont affichés.

### Modes de jeu
- Mode Histoire

C'est le mode classique qui permet d'aborder le jeu de manière normale.
- Mode Contre la Montre

Ce mode consiste à choisir une des trois étapes du Mode Histoire et de la terminer le plus rapidement possible.
- Mode Spécial

C'est un nouveau mode créé pour la version Playstation. Richard doit cette fois s'infiltrer dans l'hôtel du Château du lac, qui sert de base secrète à Kantaris, chef de l'organisation criminelle du même nom. Il y a au total 8 zones dans ce mode de jeu mais Richard ne pourra en traverser que 4 (ou 3 si on utilise une astuce qui permet de passer directement du Centre Commercial au Garage) par partie, le parcours étant déterminé par les actions du joueur comme les ennemis abattus ou le temps restant avant la fin de la Zone.

## Voix
Il n'existe aucun doublage japonais (la version du Japon ayant les voix américaines).

### Voix originales
- Rachel Macpherson : Lynn Harris
- Sherudo Garo, soldats : Michael Gough
- Wild Dog : Scott McCulloch

### Voix françaises
- Moz, soldats, voix du robot du salon : Emmanuel Bonami
- Wild Dog, narrateur : Philippe Smolikovski

## Développement
Concernant l'adaptation sur PlayStation, Namco développent les pistolets GunCon (en).